# Zophina eiseni
Zophina eiseni är en tvåvingeart som först beskrevs av Townsend 1895.  Zophina eiseni ingår i släktet Zophina och familjen bromsar.
Artens utbredningsområde är Baja California (Mexiko). Inga underarter finns listade i Catalogue of Life.